# 佐々木則夫 (実業家)
佐々木 則夫（ささき のりお、1949年6月1日 - ）は、日本の実業家。
株式会社東芝取締役代表執行役社長、内閣府経済財政諮問会議議員、株式会社東芝取締役副会長、一般社団法人日本経済団体連合会副会長などを歴任した。

## 来歴

### 生い立ち
1949年6月1日、東京都に生まれる。1972年3月、早稲田大学理工学部機械工学科卒業。1972年に東京芝浦電気株式会社（現株式会社東芝）に入社する。

### 実業家として

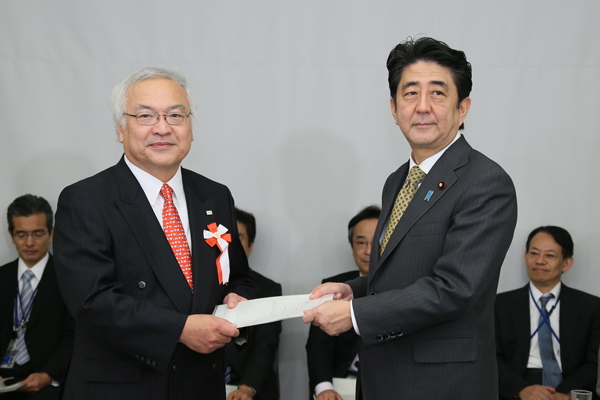
2013年12月12日、総理大臣官邸にて内閣総理大臣安倍晋三（右）と

原子力発電事業のエキスパートとして活動、原子力関連事業を東芝の主力事業に押し上げたキーパーソンと言われる。東芝の社内カンパニーのひとつである「電力システム社」の「社長」時代に、アメリカ合衆国の総合電機メーカーであったウェスチングハウス・エレクトリック・カンパニーの買収事案に携わる。2008年6月に代表執行役副社長に就任。
2009年6月に、西田厚聰の後任として同社の代表執行役社長に就任。この頃より、第2次安倍政権にて要職を歴任している。内閣総理大臣の安倍晋三より依頼され、社長在任中の2013年1月から経済財政諮問会議の議員を務めた。2013年6月、東芝副会長、および、日本経済団体連合会副会長に就任する。2014年9月、第2次安倍政権の下で発足した日本経済再生本部にて、産業競争力会議の議員に就任。株式会社東芝から2012年は1億1500万円、2013年には1億400万円の役員報酬をそれぞれ受け取った。
次期経団連会長候補とも目されていたが、2015年に発覚した不適切会計問題をめぐって佐々木も業績改善を社内に要請していたと報じられ、副会長を引責辞任する意向と7月上旬に伝えられた。また、不適切会計をめぐる報道の中で、前任社長である西田と佐々木に確執があり、それが業績改善の圧力につながったという指摘もなされている。7月21日、前任社長の西田、後任社長の田中久雄他の取締役7人とともに辞任が発表された。

## 主な役職
- 日本経済団体連合会副会長（2015年7月21日退任）
- 東芝副会長（2015年7月21日辞任）
- 東芝電力システム社 元社長
- 内閣府原子力委員会研究開発専門部会 委員
- 経済財政諮問会議 議員（辞任）
- 産業競争力会議 議員（2015年7月21日辞任）
- 政府税制調査会 特別委員（退任）
- 内閣官房IT総合戦略本部 本部員
- 電子情報技術産業協会 代表理事 会長（退任）